# Acalyptris egidijui
Acalyptris egidijui là một loài bướm đêm thuộc họ Nepticulidae. Nó được miêu tả bởi Puplesis năm 1990. Loài này có ở Turkmenistan.